# Paratelesto kinoshitai
Paratelesto kinoshitai is een zachte koraalsoort uit de familie Clavulariidae. De koraalsoort komt uit het geslacht Paratelesto. Paratelesto kinoshitai werd in 1958 voor het eerst wetenschappelijk beschreven door Utinomi. 